# Vinzel
Vinzel ist eine politische Gemeinde im Distrikt Nyon des Kantons Waadt in der Schweiz.

## Geographie
Vinzel liegt auf 455 m ü. M., 8 km nordnordöstlich des Bezirkhauptortes Nyon (Luftlinie). Das Weinbauerndorf erstreckt sich leicht erhöht am unteren Südhang der Waadtländer Côte inmitten der Rebhänge, in aussichtsreicher Lage rund 80 m über dem Seespiegel des Genfersees.
Die Fläche des nur gerade 1,1 km² grossen Gemeindegebiets umfasst einen Abschnitt im westlichen Teil der Waadtländer Côte. Der Gemeindeboden erstreckt sich vom Plateau am Hangfuss in einem schmalen Streifen nordwärts über den Rebhang und den anschliessenden waldbedeckten Steilhang bis auf die Hochfläche bei Burtigny. Hier wird mit 735 m ü. M. der höchste Punkt von Vinzel erreicht. Von der Gemeindefläche entfielen 1997 12 % auf Siedlungen, 19 % auf Wald und Gehölze und 69 % auf Landwirtschaft.
Zu Vinzel gehören der Weiler La Tuilière (442 m ü. M.) am Hangfuss der Côte sowie einige Weingüter. Die Nachbargemeinden von Vinzel sind im Süden und Westen Luins, im Norden Burtigny und im Westen Bursins.

## Bevölkerung
Mit 380 Einwohnern (Stand 31. Dezember 2023) gehört Vinzel zu den kleinen Gemeinden des Kantons Waadt. Von den Bewohnern sind 81,7 % französischsprachig, 6,8 % deutschsprachig und 5,1 % englischsprachig (Stand 2000). Die Bevölkerungszahl von Vinzel belief sich 1900 auf 155 Einwohner. Nachdem die Bevölkerung bis 1960 auf 104 Einwohner abgenommen hatte, setzte danach eine rasante Bevölkerungszunahme mit fast einer Verdreifachung der Einwohnerzahl innerhalb von 40 Jahren ein.

## Wirtschaft
Vinzel war bis Mitte des 20. Jahrhunderts ein vorwiegend durch die Landwirtschaft geprägtes Dorf. Noch heute spielt die Landwirtschaft als Erwerbszweig der Bevölkerung eine wichtige Rolle. Am gesamten Hang der Côte unterhalb einer Höhe von 550 bis 600 m ü. M. wird Weinbau betrieben. Auf dem Plateau am Hangfuss herrscht der Ackerbau vor. Bis 1956 befand sich in Vinzel eine Ziegelei. Weitere Arbeitsplätze sind im Dienstleistungssektor vorhanden. In den letzten Jahrzehnten hat sich das Dorf dank seiner attraktiven Lage zu einer Wohngemeinde entwickelt. Viele Erwerbstätige arbeiten auswärts und pendeln teilweise bis in die Städte Lausanne und Genf.

## Verkehr
Die Gemeinde ist verkehrstechnisch gut erschlossen. Sie liegt an der Hauptstrasse, die von Nyon entlang den Hängen der Côte nach Aubonne führt. Durch den Postautokurs, der von Rolle nach Gland verkehrt, ist Vinzel an das Netz des öffentlichen Verkehrs angebunden.

## Geschichte
Die erste urkundliche Erwähnung des Ortes erfolgte 1145 unter dem Namen Vyncgel. Seit dem Mittelalter unterstand Vinzel der Herrschaft Aubonne. Mit der Eroberung der Waadt durch Bern im Jahr 1536 kam das Dorf unter die Verwaltung der Vogtei Morges. Nach dem Zusammenbruch des Ancien Régime gehörte Vinzel von 1798 bis 1803 während der Helvetik zum Kanton Léman, der anschliessend mit der Inkraftsetzung der Mediationsverfassung im Kanton Waadt aufging. 1798 wurde es dem Bezirk Rolle zugeteilt.

## Sehenswürdigkeiten
Oberhalb von Vinzel stehen zwei Schlösser: der feudale Herrensitz La Bâtie aus dem 18. Jahrhundert, der eine Zeit lang Wohnsitz von Carl Jacob Burckhardt war, und das kleinere Château de Vinzel aus dem 16. Jahrhundert. Im alten Ortskern sind einige charakteristische Weinbauernhäuser aus dem 16. bis 19. Jahrhundert erhalten.